# Grégoire Polet
Grégoire Polet (15 d'abril de 1978, Uccle) és un escriptor i traductor belga en llengua francesa. Doctor en Lletres per la Universitat Catòlica de Lovaina, és especialista en literatura espanyola. Es dedica a temps complet a l'escriptura i viu a Barcelona. Per inspirar-se es desplaça sovint als llocs recreats en la seva història: quan escrivia Madrid ne dort pas, el seu primer llibre, va llogar un apartament a Madrid. I el mateix pel que fa a Chucho, la vida del qual es desenvolupa a Barcelona.

## Obres
Novel·la
- Madrid ne dort pas, Gallimard, 2005, Premi Jean Muno 2005.
- Excusez les fautes du copiste, Gallimard, 2006, Premi Victor Rossel des jeunes 2006. Premi Spécial Ecrivain de la Fundació Jean-Luc Lagardère.
- Leurs vies éclatantes, Gallimard, 2007, premi Indications de la crítica jove 2008 (ex aequo amb Corinne Hoex, per Ma robe n'est pas froissée, editorial Les Impressions nouvelles). Premi Fénéon 2007. Premi Grand-Chosier 2007. Novel·la admesa a la primera selecció del Premi Goncourt 2007.
- Chucho, Gallimard, 2009, premi Sander Pierron de l'Acadèmia reial de llengua i literatura franceses de Bèlgica.
- Petit éloge de la gourmandise, collection folio, 2010
- Les Ballons d'hélium, Gallimard, 2012
- Barcelona!, Gallimard, 2014.

Traduccions
- Juan Valera, Pepita Jiménez (traducció i pròleg de Grégoire Polet), Ginebra, Editions Zoé, 2007.
- Marea alta, marea baixa, Barcelona : RE&MA 12, 2013 (Col·lecció Off cartell; 15), teatre traduït al català.[1]